# Смертность в Иране
Иран в XX веке характеризовался заметным падением смертности, которое началось с 1940-х гг. и достаточно быстро шло при Мохаммаде Реза-шахе, однако к концу его правления все еще оставалось множество проблем. Смертность оставалась весьма высока на мировом фоне. После Исламской революции, несмотря на войну, удалось добиться резкого падения всех индикаторов смертности, прежде всего младенческой. В настоящее время смертность в Иране достигла достаточно низких величин, но все еще есть большой потенциал для ее снижения.

## Динамика смертности до Исламской революции
По смертности в первой половине XX века не существует никакой надежной статистики: первая перепись населения прошла в стране только в 1956 г. Однако ясно, что ситуация была крайне неблагополучной. Например, за 1928-38 гг. на нужды здравоохранения Иран давал всего лишь 2 % бюджета, что было совершенно недостаточно. Поэтому, по оценкам, смертность оставалась колоссально высокой: более 30 ‰, что приводило к очень низким цифрам естественного прироста: только около 1 % в год. Реальное снижение смертности фиксируется только с конца 1940-х гг. Благодаря проведенным широким преобразованиям резко снизилось число умирающих от инфекционных заболеваний, которые были настоящим бичом Ирана; кроме того, значительно повысилось количество врачей и больниц. Из-за положительной экономической динамики заметно улучшилось питание обычного населения. Потребление продовольствия выросло с крайне низкого уровня в 1700 килокалорий на душу населения до вполне удовлетворительного показателя 2600 ккал за 1961—1979 гг., а значит, голод отошел в область преданий, в прошлом осталась и массовая смертность от голода. Все это привело к быстрому падению смертности. Ее общий коэффициент, по данным Всемирного банка, упал с очень высокого уровня 22 ‰ в 1960 г. до 15 ‰ в 1971 г. и 12 ‰ в 1978 г. — почти в 2 раза. Детская смертность (до 5 лет) упала за 1971-78 гг. с 18,7 до 12,7 % всех детей. Таким образом, очень большой прогресс был очевиден. Однако же смертность и к концу правления шаха на фоне развитых западных и восточноевропейских государств оставалась все еще недопустимо высокой. Так, общая смертность в 1978 г. в Белоруссии была равна 9 ‰, а в Австралии составляла только 7 ‰, а детская смертность в Белоруссии — 2,3 % (1980 г.), а в Австралии (1978 г.) — всего 1,4 % или в 9 (!) раз ниже иранского показателя. То, что в Иране все еще умирал каждый восьмой ребенок, в то время как в развитых странах детская смертность почти исчезла, говорило об огромном отставании страны в развитии медицины.

## Динамика смертности после Исламской революции
Пришедшее к власти в 1979 г. новое правительство сразу же обратило внимание на неудовлетворительное положение в смертности, особенно в сельской местности и отсталых регионах, чье положение игнорировалось прежним режимом. В результате во всей стране, даже на фоне войны с Ираком, произошло быстрое падение смертности, особенно детской. К 1990 г. эти два показателя опустились до 7 ‰ и 5,8 %. Значительно сократился и разрыв с развитыми странами по этим индикаторам. Как свидетельствуют данные Всемирного банка, успешная борьба со смертью продолжилась и в 1990-е, а также и в 2000-е гг. В 2014 году Иран вступил с показателем общей смертности в 5 ‰, (для сравнения, в Белоруссии она не только не уменьшилась, но и очень существенно поднялась до 13 ‰) а детской — 1,6 %. Значительно выросло число врачей: если в 1977/78 гг. на одного врача приходилось около 3 тыс. человек, то в 2006 г. — только 0,7 тыс. Такому последовательному снижению смертности способствовало и то, что к 2000-м гг. благодаря усилиям исламского режима практически все граждане Ирана получили доступ к комфортным условиям жизни: у подавляющего большинства их появилось электричество, чистая питьевая вида (ни того, ни другого не было у абсолютного большинства сельчан накануне революции), телевизоры, холодильники (эти две вещи еще в конце 1970-х гг. были недоступны большинству горожан, а в сельской местности были большой редкостью). Вместе с тем, все еще наблюдается хотя и совсем небольшое, но все-таки отставание от более развитых стран (и от некоторых культурно близких арабских стран со сходным уровнем социально-экономического развития) по этим показателям. Так, в Иордании в 2014 г. и в Сирии в 2009 г. (до начала гражданской войны) общий коэффициент смертности составил менее 4 ‰, хотя детская смертность там была на уровне Ирана (1,8 и 1,6 %); а в Австралии детская смертность была равна всего 0,4 %. Это значит, что Ирану надо вложить определенные усилия для того чтобы догнать по показателям смертности высокоразвитые и наиболее демографически благополучные государства.